# Kłudzienko
Kłudzienko – wieś w Polsce położona w województwie mazowieckim, w powiecie grodziskim, w gminie Grodzisk Mazowiecki.
Wieś jest oddzielnym sołectwem. 
Wieś powstała jako siedziba Oddziału Instytutu Budownictwa, Mechanizacji i Elektryfikacji Rolnictwa (do 31 grudnia 2009 r.). Obecnie Ośrodek Instytutu Technologiczno-Przyrodniczego w Falentach. 
Z miejscowości wywodzi się dwóch znanych aktorów: Marcin Dorociński oraz Andrzej Szeremeta.
W parku podworskim z XIX w. dwa pomnikowe jesiony wyniosłe (obw. 2,6 i 3,3 m). Dwór należał w latach 1800-1930 do rodziny Berne.
Do 2024 r. miejscowość była osadą wsi Tłuste. W latach 1975–1998 miejscowość należała administracyjnie do województwa warszawskiego.